# Rock Nalle
Roland Lyhr Sørensen (kendt under kunstnernavnet Rock Nalle) (født 10. april 1943 i Odense, død 14. december 2022 Odense.) var en dansk sanger.

## Historie

### Tidlig karriere
Rock Nalle begyndte sin karriere i slutningen af 1950'erne i Odense. Han blev udlært tarmrenser på et slagteri, mens han spillede med sit band "The Teddy Bears" på skoler og lignende. Som 17 årig stak han til søs, og var blandt andet i Australien og New Zealand. Han optrådte i den periode med flere forskellige bands i Australien. Og fik dermed trænet sit engelsk, hvilket skulle blive vigtigt for ham i hans musikalske karriere.
Omkring 1965 blev han "opdaget" af Steen Wittrock og pladeproducenten Johnny Reimar - som Nalle kendte fra barnsben i Odense. Det førte til hans første pladeindspilninger. ”Little Lonely One”,” I’ll Go Crazy” og ”It’s Only Make Believe” blev indspillet sammen med det odenseanske band Les Amis i Roklubben Kviks lokaler i København, hvor flere af Otto Brandenburgs plader også er optaget.
Det var samme år han indspillede sin version af Wilson Pickett’s ”In the Midnight Hour”, som er hans største hit fra 1960’erne. Den endte på top 20 listen i England.  
Han lavede flere indspilninger i dén periode, bl.a. Wilson Pickett's "Don't Fight It" (1966), Otis Reddings "She Put the Hurt on Me" (1967) og Chuck Willis "Whatcha' Gonna Do" (1966) og Gary "U.S." Bonds "New Orleans" (1967). 
Hans energiske og livlige sceneoptrædener, hvor han nu blev akkompagneret af sit engelske band The Big Sound, gjorde at han i 1967 modtog han årets ”Børge”, der på det tidspunkt var det samme som nutidens Grammy. 
I 1968 kom Dansktoppen, og dér forsøgte han sig, dog uden held og stoppede sin karriere og tog arbejde som havnearbejder i Odense.  
Til magasinet "Appetize" udtrykte han det således i 2008: "Der var ikke mere at lave for mig. Folk sad ned til koncerterne og røg pibe med deres antiatom-tegn på kinderne. Alt det, der skete med Bob Dylan, Hendrix og Grateful Dead, var ikke min stil, så det passede mig udmærket at tage en pause, hvor jeg forsøgte at finde mig selv og passe familien". 

### Første comeback
Efter syv år som havnearbejder opsøgte sangeren og pladeproducenten Gustav Winckler, Nalle. Det blev starten til Nalles comeback i 1970’erne. Winckler så en mulighed for succes med danske "undersættelser" af de udenlandske rock’n’roll hits, i lighed med f.eks. Shu-bi-dua og Bamses Venner. Således blev f.eks. ”La Bamba” til ”Jeg kan li’ store babser” i Wincklers danske oversættelse. Torben Bille beskrev senere sangen som et "bodegalavpunkt".  
Det blev til 2 LP’er. Den første udkom i og 1975 og fik det mundrette navn ”Rock Nalle”. Pladen var produceret af Winckler, men blev dog ikke den store succes.   
Den næste plade "Rock Kost" fra 1977, blev produceret af Gustav Wincklers søn, Michael Winckler og indeholdt blandt andet hittet ”Go’e gamle fru Olsen”, der var en oversættelse af en Little Richard sang ”Good Golly Miss Molly”, som Torben Eschen havde lavet. På samme plade finder man også ”Min fars roemark i Skjern”, en dansk version af ”Cottonfields”, der også opnåede succes.  
I de følgende år turnerede han med sine bands, der alle blev kaldt Flames. Flames var i virkeligheden flere forskellige bands, alt efter hvor i landet han optrådte. I 1979 udgav han endnu en plade med fordanskninger af rock’n’roll klassikerne ”Rock’N ALLE roll”, produceret af Wolfgang Käfer & Paul Bach.   
Her prøvede han igen med endnu en fordanskning af Torben Eschen, -endnu et af Little Richards numre - ”Long Tall Sally”, der blev til ”Lange Lone”, men pladen opnåede ikke samme succes som "Rock Kost".  
I 1980 mødte Nalle Kim Larsen efter en koncert i Holstebro, hvor Larsen, efter koncerten, spurgte Nalle om han ikke måtte få de hvide mokkasiner han havde på den aften. Nalle svarede at måtte han godt, men prisen var én sang pr. sko. Et par måneder senere afleverede Larsen et kassettebånd hos Nalles manager. Båndene indeholdte sangene "Amanda" og "Bare mig" sammen med en seddel, hvor der stod "Brug dem, som du vil".  
Sangene blev store succeser og gav igen luft under vingerene. Han indspillede senere yderligere to Kim Larsen sange "Anna Kære Anna" og "Så der' Vogn".    
I 1982 producerede Billy Cross albummet "Side 2", der skulle etablere Nalle som den gudsbenådede sanger han var. Teksterne var skrevet af Erik Thygesen, som samtidig udgav en bog, "Nalle, rockens arbejdsmand".     
For første gang fik Nalle melodier og musikere, der matchede hans musikalitet og erfaring. Anmelderne var begejstrede men pladen solgte ikke, den kom i klemme i interne personalestridigheder på pladeselskabet.    
Da pladen lå færdig, skulle den have et omslag. Nalle blev ved med at rykke for forslag. Til sidst blev han så sur på pladeselskabet, at han en dag smækkede med døren og på sit umisforståelige fynske udbrød, at "for min skyld kan i pakke pladen ind i et billede af Gøg og Gokke".
Det gjorde de så.
Det lykkedes Nalle at få en aftale om at give tre numre i "Lørdagskanalen", der var tidens mest sete tv-show i forbindelse med udgivelsen, men da folk mandag morgen, efter udsendelsen, ville købe pladen ved pladebutikkerne, var pladen endnu ikke nået frem.

### Nedturen
I firserne gennemgik han, efter et liv med overvægt, en mislykket slankeoperation, der efterfølgende førte til en afhængighed af smertestillende piller og senere heroinafhængighed og han endte som hjemløs, hvor han ernærede sig som tigger i sin hjemby, hvor han især var at møde på Odense Banegård.
Den 1995 opsøgte han, efter et mislykket selvmordsforsøg, Egeborg Behandlingscenter på Lolland, hvor han opholdte sig 14 måneder, mens han blev behandlet for sin afhængighed.
Senere sagde han dette om perioden: "Da jeg vejede 56 kilo og havde fem tænder tilbage i munden, kunne jeg ikke engang forestille mig en dag som denne. Jeg ville bare væk fra det hele. Alt handlede om heroin og jagten på heroin. Og hvis det ikke havde været for mine venner og et langt års ophold på afvænningscentret Egeborg, var jeg død for længst"
Og dette citat: "Jeg var nede at kysse gulvbrædderne nedefra".[kilde mangler]

### De sidste år
Efter en nedtur og mange år væk fra scenen genoptog Nalle i det nye årtusind sangkarrieren, hvor han blev en del af trioen Theessink, Nalle & Møller, der sammen udgav tre albums i perioden fra 2004-2007.. Trioen bestod, foruden Nalle selv, af Hans Theessink og Knud Møller. De vandt i 2007 en DMA for albummet "Going Down Slow 2" 
I 2008 spillede Nalle med amerikanske Omar Dykes og Magic Slim, under navnet Nalle, Omar & Magic Slim. Samme år indspillede og udgav trioen bluesalbummet Chapel Hill.
Fra 2009 blev det til Nalle & His Crazy Ivans, hvor rygraden i trioen bestod af Ivan Sand, Henning Kaae og senere stødte Søren Rislund til. Trioen nåede, at indspille en lille håndfuld albums sammen.  Sangerinden Michelle Birkballe var lejlighedsvis 
også med live.
Samarbejdet med Michelle Birkballe, der i sin tid startede som roadie hos Nalle, førte bl.a til, at man ofte så Nalle som speciel guest hos Michelle Birkballe med hvem, han også i 2020 indspillede og udgav live albummet Michelle Birkballe & Band – special guest Rock Nalle sammen med. 
Albummet skulle blive Rock Nalles sidste albumudgivelse, hvor han for alvor fik manifesteret sig som en af Danmarks bedste rock og soul sangere. . Foruden de mange live koncerter sammen, så optrådte det musikalske makkerpar også sammen på TV 
På Rock Nalles fødselsdag, den 10. april 2022, blev Rock Nalle Museet i Hørve indviet. Museet er blevet til på privat initiativ fra mange årige fan og samler Stefan Broberg Hansen, der udstiller sin private samling. Alt overskud fra museet går til Landsforeningen for de hjemløse (SAND) i samråd med Nalle selv....
Rock Nalle indstillede sin karriere den 27. juli 2022 efter længere tids sygdom, og døde i sit eget hjem i Odense den 14. december 2022..